# كأس الاتحاد الكوري الجنوبي 2011
كأس الاتحاد الكوري الجنوبي 2011 (هانغل: FA컵 2011) هو موسم من كأس الاتحاد الكوري الجنوبي. كان عدد الأندية المشاركة فيه 47، وفاز فيه نادي سونغنام.